# David Cone
David Brian Cone (Kansas City, 2 gennaio 1963) è un ex giocatore di baseball statunitense che ha giocato nel ruolo di lanciatore nella Major League Baseball (MLB).

## Carriera
Cone fu scelto nel terzo giro del Draft 1981 dai Kansas City Royals e debuttò nella MLB nel 1986. L'anno successivo passò ai New York Mets dove passò quattro stagioni e una parte della quinta guidando per due anni consecutivi la MLB in strikeout. Nell'ultima gara della stagione regolare 1991 mandò strikeout 19 battitori, il secondo massimo di tutti i tempi. Il 27 agosto 1992 fu scambiato con i Toronto Blue Jays dove andò a vincere a fine anno le sue prime World Series.
Nel 1993 Cone tornò ai Royals con cui disputò due stagioni di alto livello, culminate con la vittoria del Cy Young Award nel 1994 in cui ebbe un record di 16 vittorie e 5 sconfitte con una media PGL di 2.94. Dopo avere iniziato la stagione 1995 con i Blue Jays, Cone passò ai New York Yankees con cui l'anno successivo vinse il primo di quattro titoli delle World Series. Nel 1998 guidò la MLB con 22 vittorie.
Il 18 luglio 1999 Cone lanciò la 16ª partita perfetta della storia della MLB contro i Montreal Expos. Al 2019 questo è l'ultimo no-hitter da parte di un giocatore degli Yankees ed è stata anche la prima partita perfetta (e finora unica) ad essere disputato contro la squadra di un'altra lega nella stagione regolare.
Cone chiuse la carriera con i Boston Red Sox nel 2001 e di nuovo con i Mets nel 2003. Complessivamente vinse cinque World Series, durante le quali la sua media PGL fu di 2.12.

## Palmarès

### Club
- World Series: 5

Toronto Blue Jays: 1992
New York Yankees: 1996, 1998, 1999, 2000

### Individuale
- MLB All-Star: 5

1988, 1992, 1994, 1997, 1999
- Cy Young Award: 1

1994
- Leader della MLB in vittorie: 1

1998
- Leader della MLB in strikeout

1990, 1991
- Lanciatore di una partita perfetta (19 luglio 1999)